# Liste der Bodendenkmale in Rickert
In der Liste der Bodendenkmale in Rickert sind die Bodendenkmale der Gemeinde Rickert nach dem Stand der Bodendenkmalliste des Archäologischen Landesamts Schleswig-Holstein von 2016 aufgelistet. Die Baudenkmale sind in der Liste der Kulturdenkmale in Rickert aufgeführt.
| Denkmal-ID           | Befundart               | Bezeichnung | Zeitstellung                 | Lage | Bemerkungen | Bild |
| -------------------- | ----------------------- | ----------- | ---------------------------- | ---- | ----------- | ---- |
| aKD-ALSH-Nr. 003 421 | Grabmal > Großsteingrab | Steinkammer | Neolithikum                  |      |             |      |
| aKD-ALSH-Nr. 003 422 | Grabmal > Grabhügel     | Grabhügel   | Vor- und/oder Frühgeschichte |      |             |      |